# Dysproteinämie
Dysproteinämie (griech.: Vorsilbe dys- = Störung, Fehlbildung, Fehlfunktion; -ämie = „im Blut“) ist eine Störung des Eiweißhaushalts im Blut, bei der es zu einem quantitativen Missverhältnis zwischen den Plasmaproteinen kommt. Im Blutplasma kommen im Wesentlichen Albumine und Globuline (α, β- und γ-Globuline) vor. Sie lassen sich mit einer Serumelektrophorese auftrennen und anschließend quantitativ bestimmen. Dysproteinämien können angeboren oder erworben sein.
Zu den angeborenen Dysproteinämien gehört als wichtigster Vertreter der α₁-1-Antitrypsinmangel. Daneben gibt es zahlreiche seltenere angeborene Formen, z. B. Defektdysproteinämien, Analbuminämien und Atransferrinämien.
Zu erworbenen Dysproteinämien kommt es infolge verschiedener Erkrankungen. Sie entstehen im Rahmen von paraneoplastischen Syndromen, Entzündungen, Leberkrankheiten, Plasmaproteinverlusten (z. B. bei nephrotischen Syndrom) und Antikörpermangelsyndromen. Auch erworbene Dysproteinämien können noch bei zahlreichen weiteren Erkrankungen auftreten.